# Sveti Evstahij (otok)
Sveti Evstahij (nizozemsko Sint Eustatius, izgovorjava [sɪnt øːˈstaːtsijʏs] ()), lokalno znan tudi kot Statia, je otok v Karibih. Je posebna občina (uradno "javno telo") Nizozemske.
Otok leži v severnem delu Zahodne Indije, jugovzhodno od Deviških otokov. Sveti Evstahij je takoj severozahodno od Svetega Krištofa in jugovzhodno od Sabe. Glavno mesto regije je Oranjestad. Otok ima površino 21 km². Potniki na otok z letalom prispejo preko letališča FD Roosevelt. Sveti Evstahij, ki je bil prej del Nizozemskih Antilov, je 10. oktobra 2010 postal posebna občina Nizozemske. Skupaj z Bonairejem in Sabo tvori otoke BES.
Ime otoka, »Sveti Evstahij«, je nizozemsko ime za svetega Evstahija (izgovorjava tudi Eustachius ali Eustathius), legendarnega krščanskega mučenca, v španščini znanega kot San Eustaquio in v portugalščini kot Santo Eustáquio ali Santo Eustácio.

## Zgodovina
Na otoku je bilo najdenih več predkolumbijskih najdišč, predvsem na najdišču, imenovanem »Golden Rock Site«. Domneva se, da je otok verjetno videl Krištof Kolumb leta 1493. Od prve evropske naselbine v 17. stoletju do začetka 19. stoletja, je sveti Evstahij enaindvajsetkrat zamenjal lastnika med Nizozemsko, Veliko Britanijo in Francijo.
Leta 1636 je zbornica Zeeland nizozemske zahodnoindijske družbe prevzela otok, za katerega so poročali, da je bil takrat nenaseljen. Leta 1678 so bili otoki St. Evstahij, Sveti Martin in Saba pod neposrednim poveljstvom nizozemske zahodnoindijske družbe, pri čemer je bil poveljnik nameščen na St. Evstahiju, da bi upravljal vse tri. Takrat je bil otok pomemben za pridelavo tobaka in sladkorja .

### Trgovina s sužnji in svobodno pristanišče
V 18. stoletju je geografska umestitev svetega Evstahija sredi danskega (Deviški otoki), britanskega (Jamajka, St. Krištof, Barbados, Antigva), francoskega (Sv. Dominika, St. Lucija, Martinik, Gvadelupe) in španskega (Kuba, Santo Domingo, Puerto Rico) ozemlja – veliko pristanišče, nevtralnost in status svobodnega pristanišča brez carin od leta 1756 so bili vse dejavniki, ki so otok postavili za glavno točko pretovarjanja in tihotapljenja blaga. Gospodarstvo svetega Evstahija je pod Nizozemci z ignoriranjem monopolnih trgovinskih omejitev britanskih, francoskih in španskih otokov cvetelo; postal je znan kot Zlata skala. 

### »Prvi pozdrav«
Otok je prodajal orožje in strelivo vsakomur, ki je bil pripravljen plačati, in je bil zato eno redkih krajev, kjer so mlade Združene države lahko pridobile vojaške zaloge. Dobri odnosi med svetim Evstahijem in Združenimi državami so privedli do omenjenega »Prvega pozdrava«.
16. novembra 1776 je ameriški brig s 14 topovi, ki mu je poveljeval kapitan Isaiah Robinson, vplul v sidrišče pod trdnjavo Oranje na Sv. Evstahiju. Robinson je svoj prihod napovedal tako, da je izstrelil trinajst topovskih pozdravov, po en strel za vsako od trinajstih upornih ameriških kolonij proti Veliki Britaniji. Guverner Johannes de Graaff je odgovoril z enajstimi pozdravnimi salvami iz topov Fort Oranje (mednarodni protokol je zahteval dve puški manj za priznanje suverene zastave). To je bilo prvo mednarodno priznanje ameriške neodvisnosti. Andrew Doria je prispel, da bi kupil strelivo za ameriške revolucionarne sile. S seboj je imela kopijo Deklaracije o neodvisnosti, ki je bila predstavljena guvernerju De Graaffu. Prejšnjo kopijo so Britanci ujeli na poti na Nizozemsko. Zavit je bil v dokumente, za katere so Britanci verjeli, da je čudna šifra, vendar so bili v resnici napisani v jidišu, naslovljeni na judovske trgovce na Nizozemskem.
Predsednik Franklin D. Roosevelt je 27. februarja 1939 na USS Houston za dve uri obiskal St. Evstahij, da bi prepoznal pomen "prvega pozdrava" iz leta 1776. Svetemu Evstahiju je podaril veliko medeninasto ploščo, ki je danes postavljena pod zastavo na vrhu obzidja utrdbe Oranje.
Skoraj polovica vseh ameriških revolucionarnih vojaških zalog je bila pridobljena prek sv. Evstahija. Skoraj vse ameriške komunikacije z Evropo so najprej potekale čez otok. Trgovina med svetim Evstahijem in Združenimi državami je bila glavni razlog za četrto anglo-nizozemsko vojno 1780–1784. Predvsem je britanski admiral George Brydges Rodney, ki je leta 1781 zasedel otok za Veliko Britanijo, pozval poveljnika izkrcanih čet, generalmajorja sira Johna Vaughana, naj zaseže "gospoda Smitha v hiši Jonesa - oni (Judje iz Evstahija, Karibski Antili)  ne moremo prehitro poskrbeti – razvpiti so v Ameriki in Franciji.« Vojna je bila katastrofalna za nizozemsko gospodarstvo.
Na vrhuncu moči je imel Sveti Evstahij večinoma prehodno prebivalstvo okoli 10.000 ljudi. Večina se je ukvarjala s komercialnimi in pomorskimi interesi. Popisni seznam iz leta 1790 daje navaja (svobodni in zasužnjeni skupaj) 8.124 ljudi. Po odhodu Britancev je trgovina ponovno zaživela. Veliko trgovcev (vključno z Judi) se je vrnilo na otok, vendar sta francoska in britanska okupacija iz leta 1795 prekinili trgovino in tudi Američani, ki so zdaj globalno priznani kot neodvisna država, so medtem razvili svojo trgovsko mrežo in niso več potrebovali svetega Evstahija. Otok so zasenčila druga nizozemska pristanišča, na primer tista na otokih Curaçao in Sveti Martin. V zadnjih letih 18. stoletja je "Statia" razvila trgovino z rumom. Gospodarstvo je v začetku 19. stoletja nazadovalo. Od približno leta 1795 je število prebivalcev upadlo in leta 1948 padlo na 921.

### Judovsko prebivalstvo
Prvi zapis o Judih na Svetem Evstahiju sega v leto 1660. Judje so bili večinoma trgovci s pomembnimi mednarodnimi trgovskimi in pomorskimi trgovskimi povezavami. Judje so bili s krščanskimi partnerji kapitani, lastniki ali solastniki velikega števila ladij, ki izvirajo iz St. Evstahija. Nekaj jih je bilo lastnikov otoških nasadov. Judje so predstavljali vsaj 10 % stalnega prebivalstva Sv. Evstahija.
Deset dni po predaji Britancem 3. februarja 1781, je Rodney ukazal, naj se zanj zbere celotna odrasla judovska moška populacija. Vse Jude so izgnali na Sv. Krištof. Enainsedemdeset  Judov je bilo zaprtih v ječi v Spodnjem mestu, kjer so bili tri dni. Kasneje so izgnali še Američane, Nizozemce in Francoze.

### Upor sužnjev leta 1848
Po letu 1848 je suženjstvo obstajalo le na nizozemskih in danskih vzhodnokaribskih otokih, kar je povzročilo nemire na otokih, ki jih je kolonizirala Nizozemska. Posledično je bila 6. junija 1848 na Svetem Martinu razglasitev, da bodo zasužnjeni Afričani obravnavani kot svobodne osebe.
Nemiri so nastali tudi na Svetem Evstahiju. 12. junija 1848 se je skupina svobodnih in zasužnjenih Afričanov zbrala pred domom podguvernerja Johannesa de Veera in zahtevala razglasitev njihove  svobode, povečanje obrokov in več prostih ur. Guverner otoka je skupino nagovoril, a je vztrajala pri svojih zahtevah. Mobilizirana je bila milica in po posvetovanju s kolonialnim svetom in glavnimi prebivalci se je podguverner odločil za napad. Po ponovnem opozorilu, naj zapustijo mesto ali kako drugače doživijo posledice, so na skupino odprli ogenj. Uporniki so pobegnili iz mesta, dva ali trije pa so bili huje ranjeni. S hriba tik pred mestom so milico zasuli s kamenjem in kosi skal. Skupina 35 strelcev je vdrla v hrib in ubila dva upornika, več jih ranila. Šest voditeljev upora je bilo izgnanih z otoka in premeščenih na Curaçao. Thomas Dupersoy, svobodni Afričan, velja za glavnega vodjo upora. Eden od drugih voditeljev je svojemu "lastniku" leta 1851 poslal obvestilo o smrti. Po vstaji so se največji lastniki plantaž na Svetem Evstahiju odločili, da bodo svojim zasužnjenim delavcem dali določeno plačo zaradi strahu pred ponovitvijo upora.

### Odprava suženjstva
Leta 1863 je bilo suženjstvo na Nizozemskem uradno odpravljeno. Nizozemci so bili med zadnjimi, ki so ukinili suženjstvo. Osvobojeni sužnji niso želeli več živeti na polju in so se preselili v mesta. 

### Razpad Nizozemskih Antilov
Sveti Evstahij je postal član Nizozemskih Antilov ob njegovi ustanovitvi leta 1954. Med letoma 2000 in 2005 so člani Nizozemskih Antilov glasovali o svojem prihodnjem statusu. Na referendumu 8. aprila 2005 je 77 % volivcev Svetega Evstahija glasovalo, da ostanejo znotraj Nizozemskih Antilov, v primerjavi z 21 %, ki je glasovalo za tesnejše vezi z Nizozemsko. Noben izmed drugih otokov ni glasoval za obstanek.
Potem ko so se drugi otoki odločili zapustiti in končati Nizozemske Antile, se je otoški svet odločil, da postane posebna občina Nizozemske, kot sta Saba in Bonaire. Ta postopek je bil zaključen oktobra 2010. Leta 2011 je otok za svojo valuto uradno sprejel ameriški dolar.

## Geografija
Sveti Evstahij je dolg 10 km in širok do 5 km. Topografsko je otok v obliki sedla, s 602 metrov visokim mirujočim vulkanom Quill (Mount Mazinga) (iz nizozemskega kuil, kar pomeni "jama" - prvotno se je nanašalo na njegov krater) na jugovzhodu in manjšimi vrhovi hriba Signal Hill/Mala gora (ali Bergje ) in gora Boven na severozahodu. Krater Quill je priljubljena turistična atrakcija na otoku. Glavnina otoškega prebivalstva živi v ravnem sedlu med obema dvignjenima območjema, ki tvori središče otoka.

## Demografija

### Prebivalstvo
Januarja 2019 je na otoku živelo 3.138 ljudi, gostota prebivalstva znaša 150 prebivalcev na kvadratni kilometer.

### Jezik
Uradni jezik je nizozemščina, vendar je angleščina "jezik vsakdanjega življenja" na otoku in izobraževanje poteka izključno v angleščini. Neuradno se govori tudi lokalno angleško kreolsko. Več kot 52 % prebivalstva govori več kot en jezik. Najbolj razširjeni jeziki so angleščina (92,7 %), nizozemščina (36 %), španščina (33,8 %) in papiamento (20,8 %).

### Vera
Sveti Evstahij je pretežno krščansko ozemlje. Glavne denominacije so metodisti 28,6 %, katoličani 23,7 %, adventisti 17,8 %, binkoštni 7,2 % in anglikanci 2,6 %.